# Avon Championships of Dallas 1979
Avon Championships of Dallas 1979  — жіночий тенісний турнір, що проходив на закритих кортах з килимовим покриттям Moody Coliseum у Далласі (США) в рамках Світової чемпіонської серії Вірджинії Слімс 1979. Турнір відбувся увосьме і тривав з 26 лютого до 4 березня 1979 року. Перша сіяна Мартіна Навратілова здобула титул в одиночному розряді й отримала за це 35 тис. доларів США.<

## Фінальна частина

### Одиночний розряд
Мартіна Навратілова —  Кріс Еверт 6–4, 6–4
- Для Навратілової це був 4-й титул в одиночному розряді за сезон і 28-й — за кар'єру.

### Парний розряд
Мартіна Навратілова /  Енн Сміт —  Розмарі Казалс /  Кріс Еверт 7–6, 6–2

## Розподіл призових грошей
| Дисципліна       | П       | F       | 3-тє   | 4-те   | ЧФ     | 1/8    | 1/16   | 1/32 |
| Одиночний розряд | $35,000 | $17,000 | $9,100 | $8,700 | $4,250 | $2,100 | $1,000 | $500 |